# Lieu d'exécution de Kozukappara

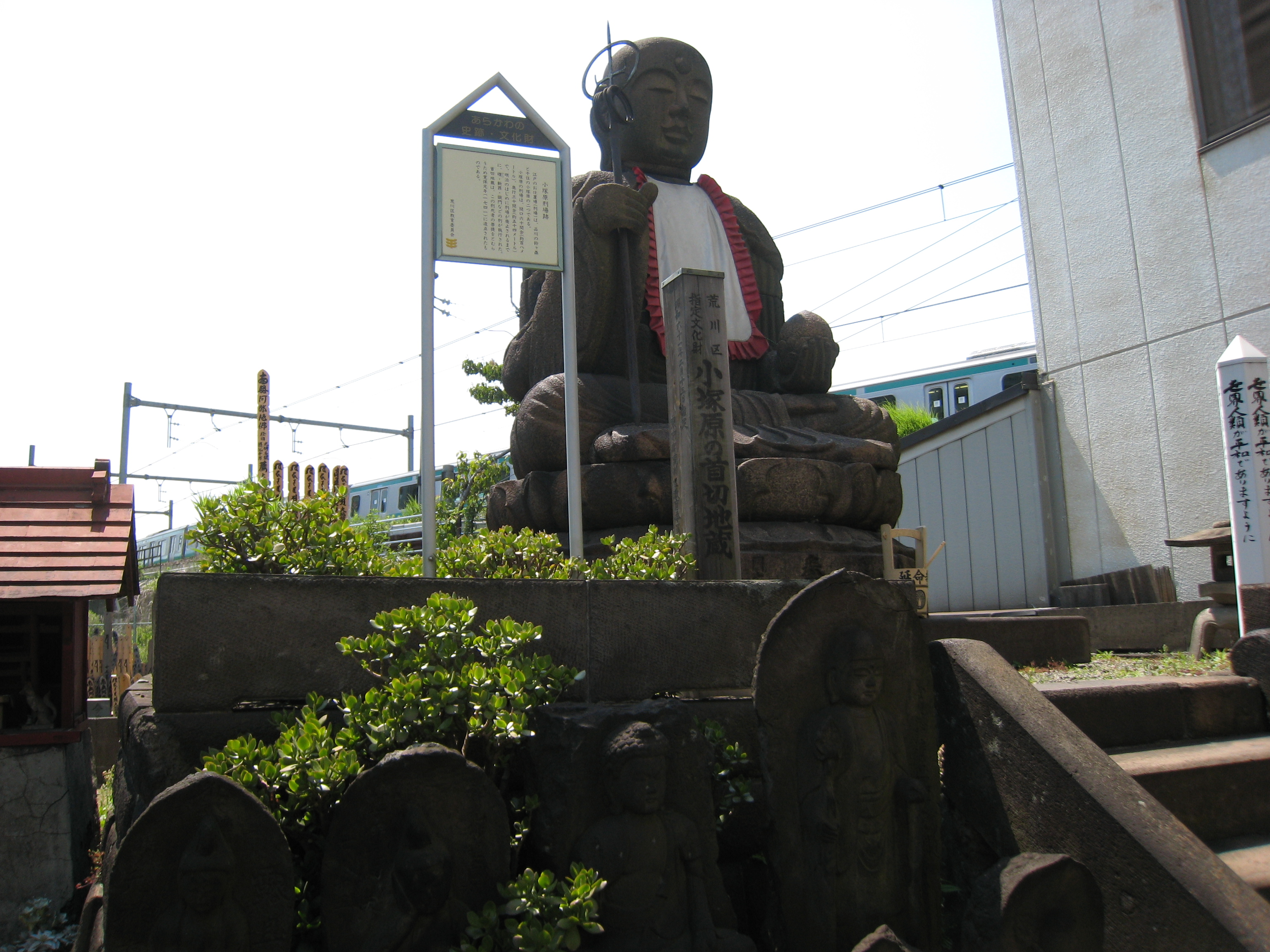
Le kubikiri Jizō à Kozukappara.

Le terrain d'exécution de Kozukappara (小塚原刑場, Kozukappara keijō) est un des trois sites dans le voisinage d'Edo (actuelle Tokyo au Japon) où le shogunat Tokugawa exécute les criminels à l'époque d'Edo. Les orthographes romanisées peuvent être Kozukahara et Kotsukappara.

## Biographie
Le site se trouve dans l'arrondissement d'Arakawa, à Minami Senju, à quelques minutes à pied de la gare de Minami-Senju. Situés à côté du temple Enmei-ji, une grande partie des terrains sont désormais couverts par des voies ferrées.
Parmi les nombreuses personnes exécutées ici, on compte Sanai Hashimoto et Yoshida Shōin, en conséquence de la purge d'Ansei (1858-1859).
Au XVIIIe siècle, Sugita Genpaku, Nakagawa Jun'an, Katsuragawa Hoshū et leurs collègues ont étudié l'anatomie en effectuant des dissections à Kozukappara.
Kozukappara a été utilisé de 1651 jusqu'à l'ère Meiji. Les exécutions y ont été arrêtées pour tenter de convaincre les puissances occidentales de mettre fin aux traités inégaux avec le Japon.

## Source de traduction
- (en) Cet article est partiellement ou en totalité issu de l’article de Wikipédia en anglais intitulé « Kozukappara execution grounds » (voir la liste des auteurs).